# As Tears Go By (chanson)
Pour les articles homonymes, voir As Tears Go By.
Singles de The Rolling Stones
Get Off of My Cloud 19th Nervous Breakdown
Pistes de December's Children (And Everybody's)
I'm Free Gotta Get Away
As Tears Go By est selon Keith Richards la toute première chanson écrite fin 1963 ou début 1964 en compagnie de Mick Jagger avec l'aide de leur manager, Andrew Loog Oldham et qui lance leur partenariat d'auteurs-compositeurs. Dans un premier temps, elle est offerte à Marianne Faithfull, qui l'enregistre à 17 ans et en fait un succès, avant d'être publiée fin 1965 par les Rolling Stones.

## Genèse et composition
« Ce n'est pas une légende » dit Keith Richards en évoquant la façon dont As Tears Go By a été composée. Les Rolling Stones, formés en 1962, sont un groupe de reprises Blues et Rock, qui n'ont aucune chanson originale à leur répertoire au moment où le duo d'auteurs-compositeurs Lennon/McCartney explose sur le marché britannique, enchaînant les succès avec les Beatles. Ceux-ci offrent même une chanson aux Stones, I Wanna Be Your Man. Leur manager, Andrew Loog Oldham, suivant l'exemple des Fab Four, comprend que le groupe ne décollera pas sans se constituer son propre répertoire original et décide que cette tâche doit revenir à Mick Jagger et Keith Richards. Il ne veut pas d'un blues, ni d'une copie, encore moins d'une parodie. « Sortez quelque chose qui n’appartient qu’à vous ». Vers novembre 1963, Keith Richards et Mick Jagger sont enfermés dans la cuisine d'un appartement du quartier de Willesden à Londres par leur manager, qui leur indique qu'il ne les laissera pas sortir avant qu'ils n'aient composé une chanson. Ils partent d'un vers (« It is the evening of the day / I sit and watch the children play »), trouvent selon Keith Richards un enchaînement d'accords « intéressants » (sol, la, do, ré 7e, mi mineur), découvrent cette alchimie qui les verra par la suite composer de très nombreux hits, et sortent donc de cette cuisine avec As Time Go By, qu'Oldham transforme en As Tears Go By. Mais ils ne jugent pas cette composition digne d'être interprétée par les Stones, car ce n'est pas du blues, c'est une ballade, et, comme le dit Keith Richards, si le groupe l'avait jouée à cette époque, « On aurait provoqué une tempête de rires qui nous aurait forcés à quitter la salle ». Le manager offre donc ce titre à une toute jeune artiste de son écurie, Marianne Faithfull, âgée de 17 ans.
Néanmoins, selon Mick Jagger, As Tears Go By n'est pas la première composition du duo Jagger/Richards et contrairement aux affirmation de Keith Richards, Oldham ne les a pas vraiment enfermés dans une cuisine. Selon le chanteur des Stones, la première chanson composée par le duo serait It Should Be You qui est enregistrée une première fois par un chanteur de la maison de production d'Oldham, George Bean.

## Version de Marianne Faithfull

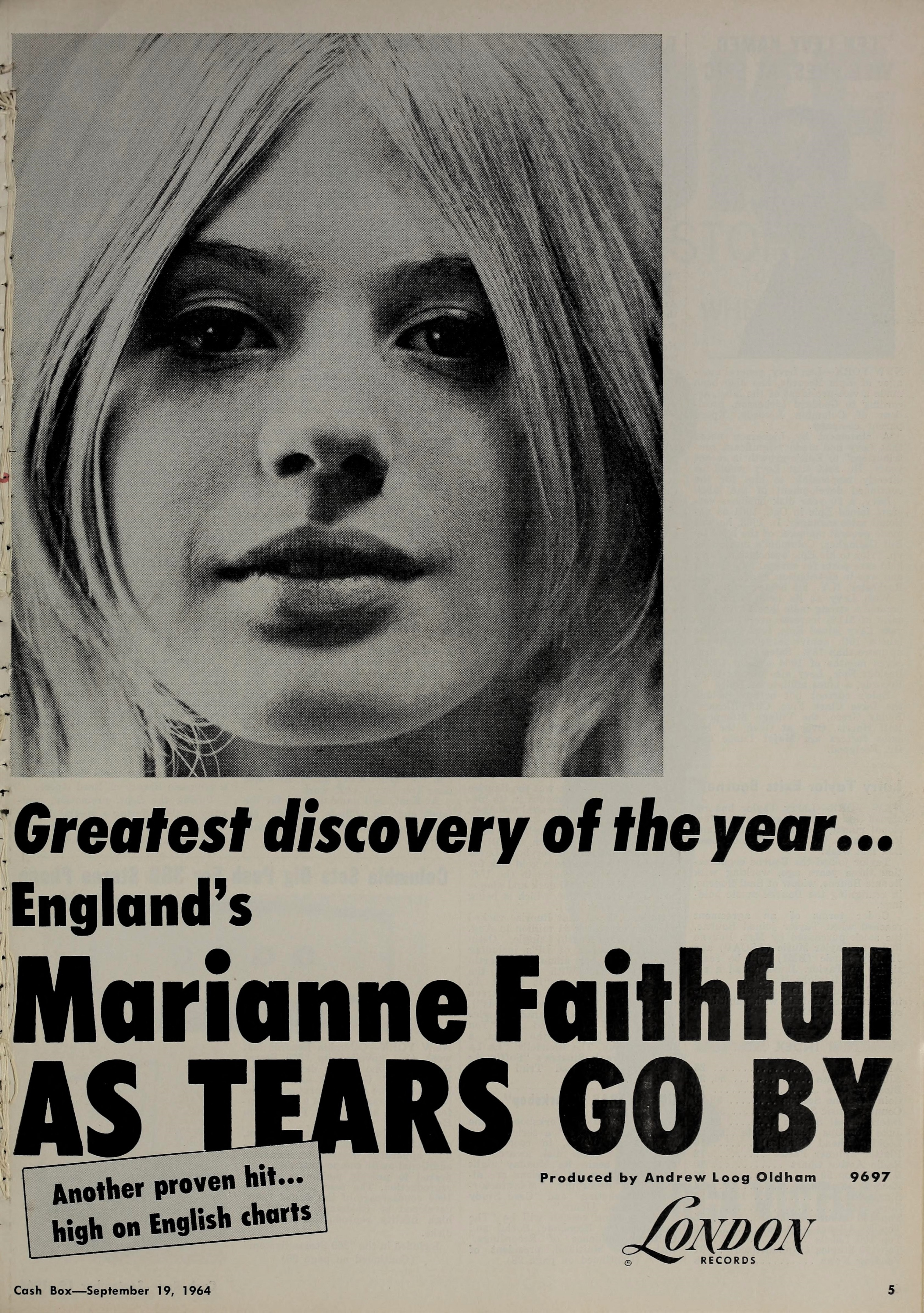
Publicité dans Cashbox le 19 septembre 1964.

As Tears Go By, enregistrée par Marianne Faithfull à 17 ans, publiée en single sur le label Decca en juin 1964, lance sa carrière et constitue son premier succès sur les marchés britannique (9e place) et américain (22e place). C'est une version « orchestrale » avec un arrangement d'instruments à vent et à cordes, et accompagnement de chœurs féminins. Faithfull l'interprète dans de nombreuses émissions télévisées en 1964 et 1965 et durant tout le reste de sa carrière.
En 2018, Marianne Faithfull en propose une nouvelle version épurée dans son album Negative Capability.

## Versions des Rolling Stones
La chanson, enregistrée le 26 octobre 1965 aux studios IBC de Londres par les Stones et publiée en single en décembre de la même année, se distingue par l'arrangement de cordes composé par Mike Leander. En dehors de cet arrangement, il n'y a que la guitare acoustique à douze cordes de Keith Richards (jouée en arpèges) et la voix de Mick Jagger. Elle remporte également un grand succès aux États-Unis, où elle atteint la 6e place du Billboard Hot 100 en janvier 1966, et au Canada où elle est no 1. Ils publient également, en 1966, une version destinée au marché italien, Con Le Mie Lacrime. Sur scène, ils ne joueront pas As Tears Go By avant la tournée A Bigger Bang en 2005-2006. Elle est interprétée en italien le 11 juillet 2006 à Milan, sous le titre Con Le Mie Lacrime et figure dans le répertoire live du film Shine a Light de Martin Scorsese en 2008.

## Reprises
Plusieurs artistes enregistrent leur propre version d'As Tears Go By, notamment les chanteuses Anneli Sari en 1964 (en finnois : Osanani ovat kyyneleet), en 1964 Richard Anthony Puisque je pense encore à toi, Nancy Sinatra en 1966, P.P. Arnold en 1968 et, bien plus tard, Vanessa Paradis. En 1983, le parolier belge Jacques Duvall en sort sa version intitulée Une seule larme qu'il interprètera avec Helena Noguerra. Le groupe de metal américain Avenged Sevenfold publie aussi sa propre version de la chanson en septembre 2017.